# Bjälken (Östra Vingåkers socken, Södermanland)
Bjälken är en sjö i Katrineholms kommun i Södermanland och ingår i Nyköpingsåns huvudavrinningsområde. Sjön är 6,9 meter djup, har en yta på 1,68 kvadratkilometer och är belägen 36,1 meter över havet. Sjön avvattnas av vattendraget Bokvarnsån (Svarttorpsån). Vid provfiske har bland annat abborre, braxen, gers och löja fångats i sjön.

## Delavrinningsområde
Bjälken ingår i det delavrinningsområde (653787-151579) som SMHI kallar för Utloppet av Bjälken. Medelhöjden är 46 meter över havet och ytan är 10,69 kvadratkilometer. Räknas de 36 avrinningsområdena uppströms in blir den ackumulerade arean 729,68 kvadratkilometer. Bokvarnsån (Svarttorpsån) som avvattnar avrinningsområdet har biflödesordning 2, vilket innebär att vattnet flödar genom totalt 2 vattendrag innan det når havet efter 79 kilometer. Avrinningsområdet består mestadels av skog (41 procent), öppen mark (12 procent) och jordbruk (23 procent). Avrinningsområdet har 1,6 kvadratkilometer vattenytor vilket ger det en sjöprocent på 15 procent.

## Fisk
Vid provfiske har följande fisk fångats i sjön:
- Abborre
- Braxen
- Gärs
- Löja
- Mört
- Nissöga
- Ruda
- Sarv
- Sutare